# Автошлях Т 1808
Автошля́х Т 1808 — автомобільний шлях територіального значення у Рівненській області. Пролягає територією Зарічненського та Володимирецького районів через Зарічне — Борове — Рафалівку — Полиці. Загальна довжина — 81,6 км.

## Маршрут
Автошлях проходить через такі населені пункти:
| Автошлях Т 1808       |         |
| Рівненська область    |         |
| Зарічненський район   |         |
| Зарічне               | Т 1805  |
| Привітівка            |         |
| Перекалля             |         |
| Борове                |         |
| Володимирецький район |         |
| Рудка                 |         |
| Більська Воля         |         |
| Собіщиці              |         |
| Стара Рафалівка       |         |
| Суховоля              | Т 1809  |
| Рафалівка             |         |
| Полиці                | E373М07 |